# Хефрен
Хефрен (или Хафра, Кафре) е четвъртият фараон от четвъртата династия, син на Хофу, брат на Джедафре и баща на Микерин. По време на неговото управление е построена Пирамидата на Хефрен – втората пирамида в Гиза (единствено на нея е запазена част от мраморната облицовка). Извършени са и строителни работи по сфинкса – счита се, че Хефрен е заповядал да издялат собственото му лице (или на брат си Раджедеф), вместо лъвската глава на монумента. Доказателство за това е и несъразмерната (спрямо тялото) глава на сфинкса. Важни сведения относно родословието на този фараон получаваме от папируса на Уесткар.

## Царуване
Няма съгласие за времето на неговото царуване. Някои автори твърдят, че е между 2558 пр.н.е. и 2532 пр.н.е., а други – от периода ок. 2650 – 2480 г. пр.н.е. Херодот пише, че Khafre бил брат на Хеопс, и е царувал 56 години, а според древно-египетския жрец Манетон Хефрен е царувал 66 години. Повечето учени смятат, че реалният срок е между 24 до 26 години, на базата на надписа, който е изсечен върху стените на гробницата на принц Nekure.

## Семейство
Хефрен е имал няколко съпруги, най-малко 12 синове и три или четири дъщери.
- Царица Meresankh III е дъщеря на Каваб и Хетепхерес II и по този начин племенница на Хефрен. Тя е майка на синовете му Nebemakhet Khafra е, Duaenre, Niuserre и Khentetka, и дъщеря на име Shepsetkau.
- Царица Khamerernebty е майка на Menkaure и неговия принципал кралица Khamerernebty II.
- Царица Hekenuhedjet е трета съпруга на Khafra. Тя се споменава в надпис от гроба на сина си Sekhemkare.
- Предполага се, че Persenet може да е съпруга на Khafra, поради местоположението на нейния гроб. Тя е майка на Nikaure.

Известни са и други деца на Хефрен, но майките им не са идентифицирани. Това са синовете Ankhmare, Akhre, Iunmin и Iunre, а също и дъщери на име Rekhetre и Hemetre.

## Галерия
|                                                                                            |                                                 |                                                                                            |                                                                                            |
| Глава на статуя на Хефрен; Египетски музей, Кайро; Georg Steindorff Leipzig, Inv.-Nr. 1947 | Седяща статуя на Хефрен; Египетски музей, Кайро | Глава на статуя на Хефрен; Египетски музей, Кайро; Georg Steindorff Leipzig, Inv.-Nr. 1945 | Глава на статуя на Хефрен; Египетски музей, Кайро; Georg Steindorff Leipzig, Inv.-Nr. 1946 |